# Pince à cravate
Ne doit pas être confondu avec Épingle à cravate.

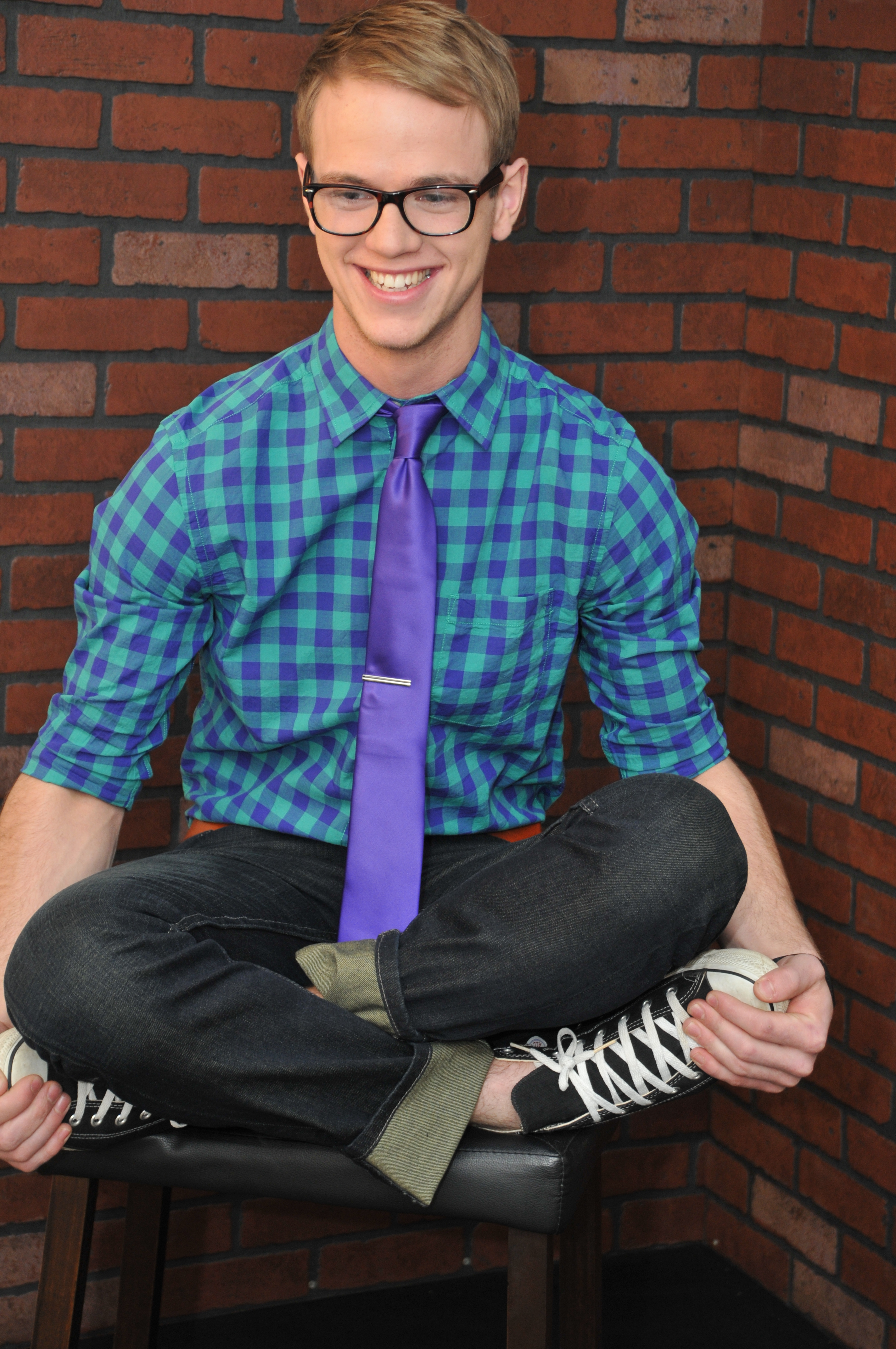
Une pince de cravate portée sur une cravate violette.

Une pince à cravate ou pince-cravate est un accessoire de mode porté sur une cravate afin de la maintenir solidaire avec la chemise.
La pince à cravate se porte horizontalement, à mi-hauteur de la cravate, en plaçant la chemise et la cravate entre les branches. Un port plus haut, au niveau du sternum, soit au deux-tiers de la cravate, est également acceptable. Cela évite que la cravate se balance ou soit de travers, ou encore que la partie la plus fine de la cravate dépasse.
Une pince à cravate doit être plus courte que la largeur de la cravate. Cet accessoire ne se porte qu'avec un costume : étant un accessoire habillé, son utilisation doit aller avec le reste de la tenue.
Une pince à cravate est souvent faite de métal et peut avoir des motifs décoratifs. Certaines peuvent ainsi indiquer l'appartenance à un club, avoir un but commémoratif, de la même façon que les cravates elles-mêmes.
Les pinces à cravate furent surtout populaires dans les années 1920 et aux États-Unis. Elles restent utilisées dans certains uniformes. On note un retour de cet accessoire, qui conserve un aspect rétro.